# Figino Serenza
Figino Serenza (lombardul: Figin) település Olaszországban, Lombardia régióban, Como megyében. Lakosainak száma 4912 fő (2023. január 1.). Figino Serenza Cantù, Carimate, Novedrate és Mariano Comense községekkel határos.

## Népesség
A település lakossága az elmúlt években az alábbi módon változott:
| Lakosok száma | 5213 | 5171 | 4912 |
|               | 2017 | 2018 | 2023 |